# Khánh Vĩnh Yên
Khánh Vĩnh Yên là một xã thuộc huyện Can Lộc, tỉnh Hà Tĩnh, Việt Nam.

## Địa lý
Xã Khánh Vĩnh Yên nằm ở phía tây huyện Can Lộc, có vị trí địa lý:
- Phía đông giáp thị trấn Nghèn
- Phía tây giáp xã Gia Hanh và xã Kim Song Trường
- Phía nam giáp các xã Trung Lộc, Thượng Lộc, Xuân Lộc
- Phía bắc giáp xã Thanh Lộc và xã Vượng Lộc.

Xã Khánh Vĩnh Yên có diện tích 18,63 km², dân số năm 2018 là 10.244 người, mật độ dân số đạt 550 người/km².

## Lịch sử
Ngày 13 tháng 12 năm 2018, HĐND tỉnh Hà Tĩnh ban hành Nghị quyết số 126/NQ-HĐND về việc thành lập thôn Đại Bản trên cơ sở thôn Thanh Phúc và thôn Vĩnh Phúc.
Trước khi sáp nhập, xã Khánh Lộc có diện tích 6,43 km², dân số là 3.790 người, mật độ dân số đạt 589 người/km². Xã Vĩnh Lộc có diện tích 6,33 km², dân số là 2.866 người, mật độ dân số đạt 453 người/km². Xã Yên Lộc có diện tích 5,87 km², dân số là 3.588 người, mật độ dân số đạt 611 người/km², có 6 xóm: Yên Sơn, Phong Sơn, Đình Sơn, Tràng Sơn, Thạch Ngọc, Đông Lĩnh.
Ngày 21 tháng 11 năm 2019, Ủy ban Thường vụ Quốc hội ban hành Nghị quyết số 819/NQ-UBTVQH14 về việc sắp xếp các đơn vị hành chính cấp xã thuộc tỉnh Hà Tĩnh (nghị quyết có hiệu lực từ ngày 1 tháng 1 năm 2020). Theo đó, sáp nhập toàn bộ diện tích và dân số của ba xã: Khánh Lộc, Vĩnh Lộc và Yên Lộc thành xã Khánh Vĩnh Yên.
Ngày 16 tháng 12 năm 2021, HĐND tỉnh Hà Tĩnh ban hành Nghị quyết số 58/NQ-HĐND về việc:
- Thành lập thôn Hòa Bình trên cơ sở thôn Đông Hòa và thôn Nam Hòa.
- Thành lập thôn Thăng Bình trên cơ sở thôn Thuận Thăng và thôn Thượng Thăng.
- Thành lập thôn Thượng Phúc trên cơ sở thôn Thượng Triều và thôn Phúc Giang.